# Journal of Geophysical Research
Il Journal of Geophysical Research (JGR) è una pubblicazione della Unione Geofisici Americani (AGU). Fu intitolata (1896) alla sua fondazione Magnetismo Terrestre dall'allora presidente dell'AGU Louis Agricola Bauer. Il nome fu cambiato in Terrestrial Magnetism and Atmospheric Electricity nel periodo 1899-1948, acquisendo, dopo la guerra il nome con cui è oggi conosciuto.
Nel 1980 JGR è stata divisa in tre diversi giornali, JGR-Space Physics (Parte A), JGR-Solid Earth (Parte B), e JGR-Oceans (Parte C). In seguito sono stati aggiunti altri titoli: JGR-Atmospheres (Parte D) nel 1984, JGR-Planets (Parte E) nel 1991, JGR-Earth Surface (Parte F) nel 2003, e JGR-Biogeosciences (Parte G) nel 2005.
L'AGU fornisce a chiunque si abboni alla rivista l'accesso agli articoli in formato elettronico, per tutto il periodo dal 1994 ad oggi. Inoltre, dal 1994, l'AGU fornisce supplementi elettronici agli articoli, permettendo agli abbonati di fruire di buona parte dei dati utilizzati. Dal 1º gennaio 2002 ciascun articolo è classificato mediante un DOI (digital object identifier), ed un numero di citazione, dopo alcune controversie, che affianca il DOI, dal 13 agosto 2002.

## Titoli componenti la pubblicazione
- JGR-Atmospheres tratta di fisica e chimica dell'atmosfera, così come delle interazioni dell'atmosfera con biosfera, litosfera o idrosfera.
- JGR-Biogeosciences punta l'attenzione sui punti di contatto fra biologia e scienze della terra, cercando di comprendere il comportamento del "sistema Terra" per scale spaziali e temporali diverse.
- JGR-Earth Surface tratta dei processi fisici, chimici e biologici che influenzano la forma ed il comportamento della superficie della terra solida per tutte le scale temporali e spaziali. Sono inclusi il trasporto sedimentario fluviale, eolico e costale, i bradisismi, le attività glaciali, le piogge e le manifestazioni vulcaniche e tettoniche superficiali.
- JGR-Oceans si occupa di oceanografia dal punto di vista fisico, chimico e biologico.
- JGR-Planets studia la geologia, la geofisica, la geochimica e tutte le dinamiche di pianeti, satelliti, asteroidi, anelli, comete e meteoriti. Si occupa inoltre dell'origine dei pianeti e del loro rilevamento. Gli studi sulla terra sono inclusi quando riguardano fenomeni dovuti a cause esterne, o per il confronto fra terra ed altri pianeti.
- JGR-Solid Earth punta lo sguardo su fisica e chimica della terra solida, studiandone la struttura interna (dalla litosfera al nucleo terrestre interno). Include studi di geomagnetismo, paleomagnetismo, geologia marina, chimica e la fisica delle rocce, vulcanologia, sismologia, geodesia, gravimetria e tettonofisica.
- JGR-Space Physics tratta di aeronomia e di fisica magnetosferica. Vengono inoltre studiate le atmosfere planetarie, interplanetarie, la fisica solare esterna ed i raggi cosmici.